# Annus qui hunc
Annus qui hunc foi a 17ª encíclica publicada pelo Papa Bento XIV, datada de 19 de fevereiro de 1749 e destinada, simultaneamente, a evitar abusos na prática de música sacra nos templos católicos e a prescrever práticas e instrumentos admitidos na música sacra. A Encíclica Annus qui hunc adaptou, para a prática de música sacra de meados do século XVIII (que já havia assimilado o acompanhamento instrumental para a polifonia coral), o ideal de pureza do Concilio de Trento, procurando evitar, mesmo na música com acompanhamento instrumental, o hibridismo da música sacra com a música profana: o documento reafirmou a proibição de "quer no canto, quer no órgão, coisas que sejam lascivas e impuras”, publicada no Decreto do que se deve observar e evitar na celebração da Missa de 17 de setembro de 1562, da Seção XXII do Concílio de Trento, e definiu um modelo de conjunto musical admitido para o acompanhamento da música nas igrejas, que reforçasse seu caráter sacro e evitasse o hibridismo com a sonoridade originária da música teatral (ópera) e com os excessos da música instrumental, especificando os instrumentos musicais permitidos e os proibidos.

## Documentos da Igreja Católica sobre música sacra
A Igreja Católica, desde a Idade Média, emitiu determinações sobre a música sacra, na forma de bulas, encíclicas (epístolas encíclicas ou cartas encíclicas), constituições, decretos, instruções, motu proprio, ordenações, éditos e outras. A maior parte dessas decisões foi local ou pontual, e apenas algumas tiveram caráter geral, dentre as quais, segundo Paulo Castagna, estão os doze conjuntos de determinações mais impactantes na prática musical, do século XIV ao século XX, excetuando-se destas as inúmeras instruções cerimoniais (ou rubricas) dos livros litúrgicos:
1. A Bula Docta Sanctorum Patrum de João XXII (1325)
2. O Decreto do que se deve observar e evitar na celebração da Missa de 17 de setembro de 1562, da Seção XXII do Concílio de Trento
3. O Cæremoniale Episcoporum (Cerimonial dos Bispos), publicado por Clemente VIII em 1600, reformado por Bento XIV em 1752 e por Leão XIII 1886.
4. Os Decretos da Sagrada Congregação dos Ritos (1602-1909)
5. A Constituição Piæ sollicitudinis studio, de Alexandre VII (23 de abril de 1657)
6. A Carta Encíclica Annus qui hunc, do papa Bento XIV (19 de fevereiro de 1749)
7. A Ordinatio quoad sacram musicen, da Sagrada Congregação dos Ritos (25 de setembro de 1884)
8. O Decreto Quod sanctus Augustinus de Leão XIII (7 de julho de 1894), ratificado pela Sagrada Congregação dos Ritos como decreto n.3830
9. O Motu Proprio Inter pastoralis officii sollicitudines (Tra le sollecitudini) de Pio X (22 de novembro de 1903)
10. A Carta Encíclica Musicæ sacræ disciplina sobre a música sacra, do papa Pio XII (25 de dezembro de 1955)
11. A Instrução De musica sacra et sacra liturgia sobre música sacra e liturgia, do papa Leão XXIII, 3 de setembro de 1958
12. O Decreto Sacrosanctum Concilium sobre música sacra do Concílio Vaticano II (4 de dezembro de 1963)

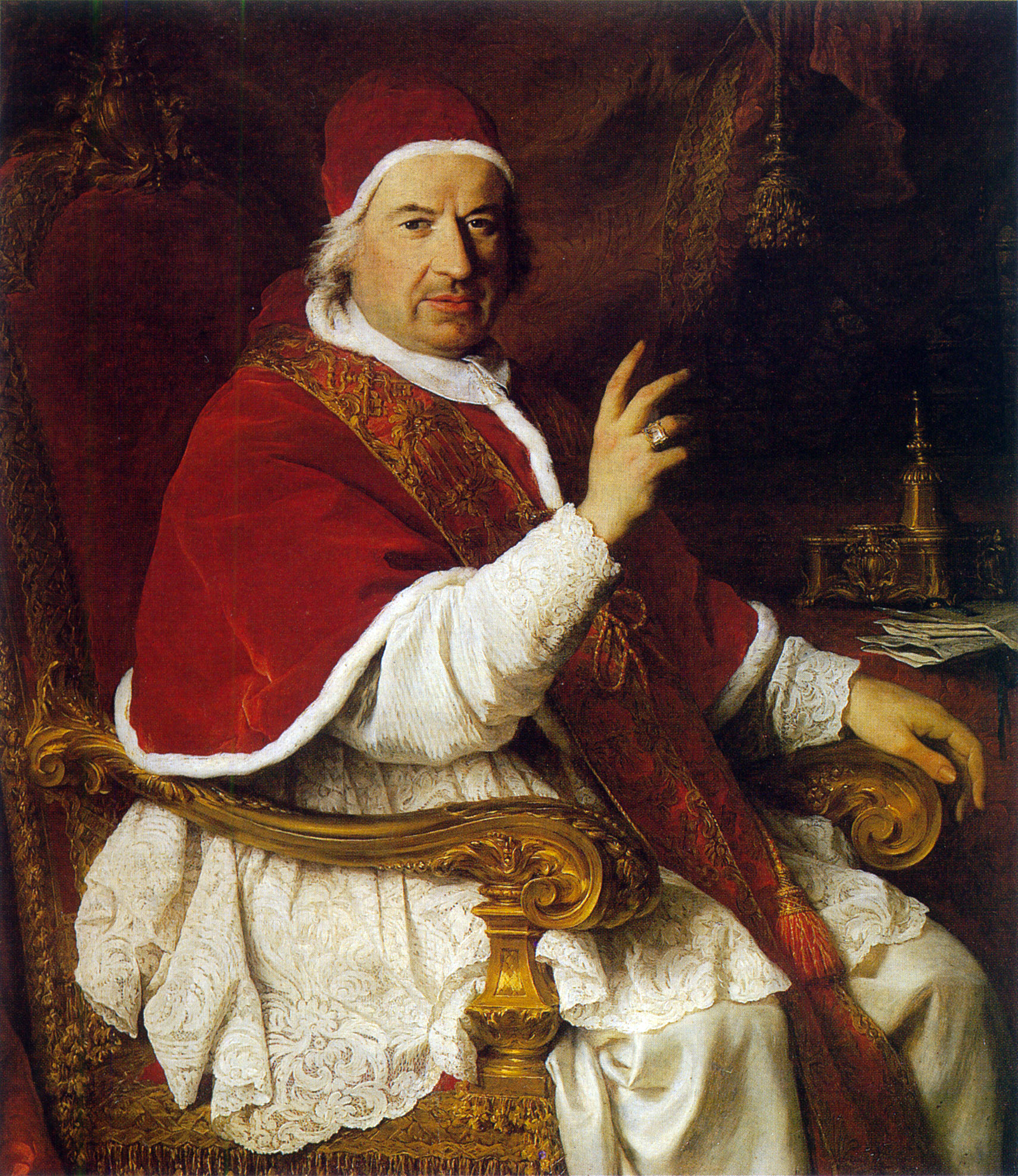
O autor da Carta Encíclica Annus qui hunc, o Papa Bento XIV (Prospero Lambertini, 1675-1758), em retrato do pintor francês Pierre Hubert Subleyras (1699-1749).

## História daAnnus qui hunc
A  Encíclica Annus qui hunc, emitida pelo papa Bento XIV ou Benedictus XIV em 19 de fevereiro de 1749, foi o maior texto eclesiástico até então dedicado à música, dando maior precisão e fundamentação às normas anteriormente emitidas pela Igreja sobre música sacra, especialmente o Decreto do que se deve observar e evitar na celebração da Missa (1562), da Seção XXII do Concílio de Trento e a Constituição Apostólica Piæ sollicitudinis studio, de Alexandre VII (1657), as quais foram bastante sucintas nas determinações sobre música. Foi redigido em latim, porém acompanhado de uma tradução oficial para o italiano, hoje pouco difundida (a versão hoje divulgada pelo Vaticano é uma nova tradução do texto latino para o italiano). Duas edições dessa Encíclica foram impressas no século XVIII, no décimo oitavo volume do Magnum Bullarium Romanum (Luxemburgo, Henrici-Alberti Gosse, 1754) e no terceiro volume da quarta edição do Sanctissimi Domini Nostri Benedicti Papæ XIV Bullarium (Veneza, Joannis Gatti, 1778). O texto da Encíclica Annus qui hunc é basicamente o mesmo nas duas edições, com pequenas diferenças de ortografia e pontuação. O documento foi traduzido para vários idiomas, sendo a versão parcial em inglês a mais referida. Uma tradução parcial do texto para o português, pelo Mons. Flávio Carneiro Rodrigues, a partir de transcrição do texto latino por Antônio Alexandre Bispo, foi publicada em 1998 por Maurício Mário Monteiro.
Esse documento foi estudado, do ponto de vista musicológico, por Luís Rodrigues (1943), Florentius Romita (1947), Karl Gustav Fellerer (1976), Robert F. Hayburn (1979), Antônio Alexandre Bispo, Maurício Mário Monteiro (1998) e Paulo Castagna (2011).

## Conteúdo daAnnus qui hunc
A Encíclica Annus qui hunc é um texto mais retórico do que técnico, com demonstrações de erudição e exaustivas referências às resoluções já emitidas pela Igreja sobre o assunto, em discurso bastante elaborado, mas pouco objetivo. A música é geralmente referida por meio de descrições literárias, muitas vezes de forma superficial, sem o emprego de terminologia teórico-musical que pudesse dar maior clareza ao texto, o que ainda gera dúvidas sobre sua interpretação, apesar da edição original bilíngüe, das traduções do século XX em outros idiomas e dos estudos acadêmicos até agora realizados.
Apesar de ter sido o maior documento pontifício sobre música sacra publicado antes do século XX, suas determinações mais objetivas são a reafirmação das proibições, emitidas em 1562 no Concílio de Trento, das formas de expressão "lascivas e impuras" no canto e no órgão (estendido aos demais instrumentos musicais) e à definição de um modelo de conjunto instrumental admitido para o acompanhamento da música sacra, com a relação dos instrumentos musicais permitidos e proibidos. De acordo com Paulo Castagna, é este o o conteúdo resumido da Introdução e dos 15 parágrafos dessa Encíclica:
Introdução. Refere-se ao final da Guerra de Sucessão da Áustria (1740-1748) e ao Ano Santo ou Jubileu Universal de 1750, como oportunidades para a solução de questões que, há mais de um século, encontravam-se pendentes na música sacra.
Parágrafos 1º e 2º. Pede o cuidado na salmodia das horas canônicas.
Parágrafos 3º e 4º. Pede que a harmonia do órgão e de outros instrumentos seja feita sem quaisquer ressonâncias "profanas, mundanas ou teatrais", citando várias opiniões contrárias sobre o uso dos instrumentos musicais nas igrejas, e com a exposição de várias discordâncias sobre o uso da polifonia.
Parágrafo 5º. Cita opiniões favoráveis ao “concerto de vozes e instrumentos”, em confronto com a opinião desfavorável do Papa Marcelo II e com sua mudança de ideia após a audição da Missa Papæ Marceli de Giovanni Pierluigi da Palestrina. Cita a  polêmica entre os participantes do Concílio de Trento, que queriam proibir na Igreja a música polifônica, bem como sua desistência desse propósito, por influência do imperador Fernando I de Habsburgo (1503-1564). Cita opiniões contraditórias sobre o uso do órgão (e, por conseguinte, aos demais instrumentos), determinando que “não sejam absolutamente proibidos os instrumentos musicais” e justificando a aceitação da música polifônica e do acompanhamento instrumental, por ter chegado até às Missões do Paraguai, de acordo com o testemunho de Lodovico Antonio Muratori (1672-1750).
Parágrafo 6º. Informa que “todos os nomes anteriormente citados admitem, de forma complacente, o canto figurado ou harmônico, bem como o uso de instrumentos musicais”, mas reafirma que  “nunca se entendam o som próprio das cenas e do teatro como sendo o do canto das igrejas”.
Parágrafo 7º. Conclui, pela análise de textos de concílios e de autores notáveis, “que pode ser aceito nos ofícios o costume do canto figurado ou harmônico, bem como o uso de instrumentos musicais, reprovando apenas o que é abuso”.
Parágrafo 8º. Define como abusos, a partir da opinião de outros autores, os motetos vulgares (ou seja, em vernáculo), o “verso ou expressão que não esteja no breviário romano”, de acordo com a Constituição Piæ Sollicitudines studio (1657), e os responsórios paralitúrgicos. Informa que o Papa Inocêncio XII permitiu o canto polifônico, além do Gloria e do Credo, também no Intróito, Gradual e Ofertório da Missa e das Antífonas das Vésperas.
Parágrafo 9º.  Indica “que foi dada importância à remoção de cantos teatrais das igrejas”, mas que isto ainda não era “suficiente para alcançar o objetivo visado”, pois ainda era comum o canto “em estilo teatral e com cadência cênica” no Gloria, Credo, Intróito, Gradual, Ofertório e outras unidades da Missa. Cita opiniões que condenam a omissão e a pronúncia incompreensível das palavras. Identifica os fatores que contribuem para a incompreensão das palavras: solos vocais de caráter profano, inflexões vocais delicadas, vozes sufocadas na garganta, modulações de vozes, gritos e berros grosseiros.

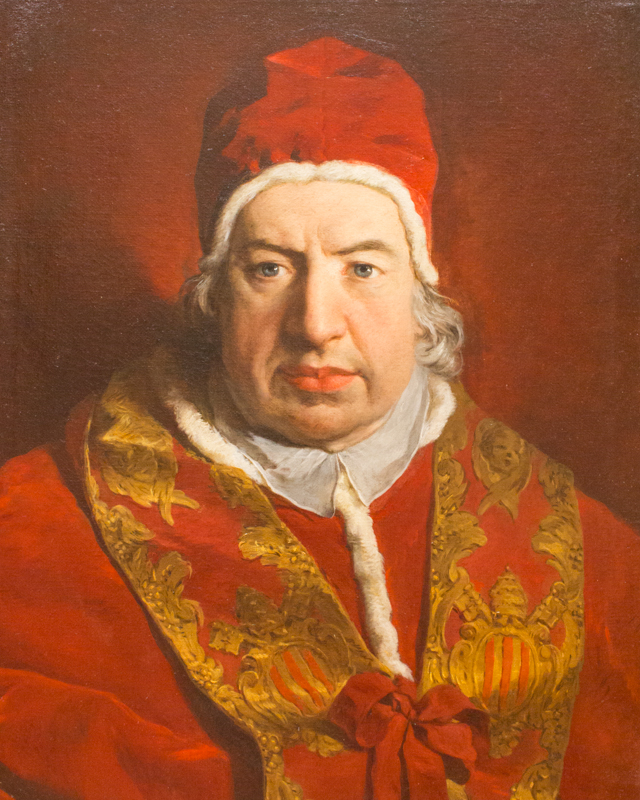
O autor da Carta Encíclica Annus qui hunc, o Papa Bento XIV (Prospero Lambertini, 1675-1758), em retrato do pintor francês Pierre Hubert Subleyras (1699-1749).

Parágrafo 10º. Aprofunda o assunto apresentado no parágrafo 3º, afirmando que “necessitamos estabelecer os limites entre o canto e o som de igreja e aquele dos teatros” e acrescentando que “precisamos definir a diversidade entre os dois, porque hoje o canto figurado ou harmônico, acompanhado pelo instrumentos, são usados tanto nos teatros como nas igrejas”.
O parágrafo 11º. Cita a opinião favorável de Benito Jerônimo Feijó (1676-1764) em relação aos instrumentos, exceto os violinos. Cita também a opinião favorável de Michel Bauldry (primeira metade do século XVII) em relação ao órgão, flautas, trompas e trompetes. Contrapõe-se ao I Concílio Provincial de Milão, que rejeitou flautas, trompetes e outros instrumentos, admitindo somente o órgão. Apresenta a relação dos instrumentos permitidos e proibidos na música sacra.
Parágrafo 12º. Afirma que os instrumentos musicais devem ser empregados somente para dar ênfase ao canto das palavras, “para que o sentido delas seja impresso na mente dos ouvintes e as almas dos fiéis sejam impelidas para a contemplação das coisas espirituais e para o amor a Deus e às coisas divinas”, citando a opinião do Bispo Wilhelm Lindan sobre o “abuso de abafar as vozes dos cantores com o som dos instrumentos”.
Parágrafo 13º. Informa que as "sinfonias instrumentais" (na época qualquer tipo de música instrumental sem canto) poderão ser toleradas onde seu uso já foi aceito, desde que sejam sérias (graves) e não tenham longa duração. Como exemplo de tais sinfonias, refere-se à execução de peças solísticas para órgão entre as partes da Missa Solene e entre os Salmos das Horas Canônicas. De forma semelhante ao que afirmou no parágrafo 12º, cita a opinião de Francisco Suarez (1548-1617), segundo o qual tais peças “intervêm em favor da solenidade e reverência do próprio ofício e para elevar os espíritos dos fiéis para que mais facilmente movam-se e disponham-se à devoção”, desaconselhando “retumbantes e suntuosas sinfonias, se existem cantos musicais nos templos”.
Parágrafo 14º. Aborda tentativas anteriores de reforma da música eclesiástica.
Parágrafo 15º. Encerra a Encíclica, com a convicção de que “em muitas igrejas catedrais e colegiadas, o canto coral necessita ser reformado segundo as regras que anteriormente apresentamos”.

## Instrumentos musicais permitidos e proibidos
Nos parágrafos 11 e 12 Bento XIV define os instrumentos musicais permitidos e proibidos na música sacra. Seguem abaixo os trechos referentes a esse assunto, nas versões originais latina e italiana, conforme o Magnum Bullarium Romanum (1754, v.18, p.20-21) e o Benedicti Papæ XIV Bullarium (4. ed., 1778, v.3, p.16-17), tomando-se como base a edição de 1754 e incluindo, entre colchetes, os acréscimos da edição de 1778:
| §   | Latim (original) | Italiano (original) | Português (tradução de Paulo Castagna) |
| --- | --- | --- | --- |
| 11. | [...] Hominum prudentum, et illustrium Magistrorum [magistrorem] artis musicæ consilium exposcere Nobis curæ fuit; consentaneum autem cum eorum sententiis est, ut Fraternitas Tua, si in tuis Ecclesiis instrumentorum usus introductus est, cum organo musico nullum alliud [aliud] instrumentum permittat, nisi barbiton[,] tetracordon majus, tetracordon minus, monoaulon pneumaticum, fidiculas, lyras tetracordes: hæc enim instrumenta inserviunt ad corroborandas, sustinendasque cantantium voces. Vetabit autem tympana, cornua venatoria, tubas, tibias decumanas, fistulas, fistulas parvas, psalteria symphoniaca, cheles, aliaque id genus, quæ musicam theatralem efficiunt.” | “[...] Non abbiamo tralasciato di ricercate il consiglio in Roma, e fuori di Roma d’uomini assennati, ed insigni Maestri di Cappella: e coerentemente al loro consiglio, quando nelle sue Chiese sai introdotto l’uso degli strumenti, non ammetterà coll’organo altro che violoni, violoncelli, fagotti, viole, e violini, que servono per rinforzo maggiore di quelli, che cantano; e bandirà i timpani, i corni da caccia, le trombe, gli oboè, i flauti, i flautini, i salteri moderni, i mandolini, e simili strumenti, che non servono, che per rendere la musica teatrale.” | “Tivemos o cuidado de solicitar [em Roma e fora dela] o conselho de homens prudentes e ilustres professores da arte da música, sendo consensual a opinião destes, de que Tua Fraternidade, caso já tenhas introduzido em tuas igrejas o uso dos instrumentos, não permitas, com o órgão musical, nenhum outro instrumento que não sejam os de cordas, como ‘violoni’ (ou contrabaixos) e violoncelos, o fagote, as violas e os violinos, pois estes instrumentos servem para reforçar e sustentar o canto das vozes. Vetarás, no entanto, os tímpanos, as trompas, os trompetes, os oboés, as flautas, os flautins, os cravos (ou harpas), os bandolins (ou alaúdes) e instrumentos similares utilizados na música teatral.”                      |
| 12. | “Præter hæc autem, de usu instrumentorum, quæ in Ecclesiasticis musicis permitti possunt, nihil monebimus, nisi ut illa adhibeantur solummodo [solum modo] ad vim quandam verborum cantui quodammodo adjicendam, ut magis magisque audientium mentibus eorum sensus infigatur, commoveanturque fidelium animi ad spiritualium rerum contemplationem, et erga Deum, Divinarumque rerum amorem incitentur [...]. At vero si instrumenta continentur [continenter] personent, et solum interdum, ut hodie fieri solet, per momenta aliqua interquiescant, ut liberum spatium audientis [audiendis] armonicis modulationibus, crispatisque jaculationibus vocum, vulgo trilli, præbeant; cæterum opprimant, sepeliantque cantantium vocem, sonumque verborum, frustraneus est, et inutilis hujusmodi instrumentorum usus, imo vetitus, atque interdictus [...].” | “Quanto all’uso de’ sopradetti permessi strumenti altro non sappiamo additarle, se non che dovendosi adoprare [dovendoli adoperare] per ravvivare maggiormente il canto e la parola, eccitando in questa maniera l’interiore affetto verso Dio, [...] ogniqualvolta [ogni qualvolta] non lasciano, come pur troppo oggi si pratica, libero l’adito, che ai trilli del musico, ed opprimono e seppelliscono le parole di chi canta, l’uso loro non solo resta inutile, ma ancora riprovato. [...]”                                                                                  | “Quanto ao uso dos sobreditos instrumentos permitidos na música eclesiástica, nada mais acrescentamos, a não ser que deverão ser utilizados somente para enfatizar o canto das palavras, para que seu sentido fique mais impresso na mente dos ouvintes, comovendo a alma dos fiéis à contemplação das coisas espirituais e a Deus [...]. Porém, se os instrumentos continuam a soar e somente às vezes silenciam por alguns instantes, como se costuma fazer hoje em dia, dando espaço para ouvir-se modulações harmônicas, golpes vocais bruscos vulgarmente denominados trilos, e ainda abafando e encobrindo as vozes dos que cantam e o som das palavras, o uso de tais instrumentos é frustrado e inútil, estando assim vetado e proibido.” |

## Consequências
A Encíclica Annus qui hunc reafirmou a determinação de "banir-se da igreja qualquer música que contenha, quer no canto, quer no órgão, coisas que sejam lascivas e impuras”, originária do Decreto do que se deve observar e evitar na celebração da Missa de 17 de setembro de 1562, da Seção XXII do Concílio de Trento. Como a música sacra de meados do século XVIII já estava  baseada na música com vozes e instrumentos, o documento de Bento XIV visou melhor definir o estilo sacro  e evitar sua hibridização com o estilo teatral (operístico), no qual foram identificadas as texturas musicais "lascivas e impuras". Participou desse processo a definição de um modelo de acompanhamento instrumental baseado na orquestra de cordas de seu tempo (violinos, violas, violoncelos e contrabaixos), com a utilização do órgão e do fagote como reforço do baixo contínuo, que evitasse instrumentos típicos da ópera da primeira metade do século XVIII, como "os tímpanos, as trompas, os trompetes, os oboés, as flautas, os flautins, os cravos (ou harpas), os bandolins (ou alaúdes) e instrumentos similares utilizados na música teatral."
A Encíclica Annus qui hunc conseguiu retardar por um certo tempo a subversão do ideal sacro na música religiosa, até a total invasão do som operístico nas igrejas durante o século XIX, com o repertório de Rossini, Bellini, Donizetti, Verdi e muitos outros compositores europeus e americanos (como Antônio Carlos Gomes e João Gomes de Araújo no Brasil), até que as questões sobre instrumentos, estilo teatral e abusos voltaram a ser debatidas a partir do final do século XIX, especialmente no Motu Proprio Inter pastoralis officii sollicitudines (Tra le sollecitudini) de Pio X (22 de novembro de 1903).
O estudo da Encíclica Annus qui hunc é fundamental para a compreensão da música sacra católica na segunda metade do século XVIII, pois seus efeitos, ainda que limitados, foram percebidos em todo o mundo católico desse período. No Brasil, o caso mais evidente é o de André da Silva Gomes, cuja missão, desde sua nomeação como mestre de capela da Catedral de São Paulo, em 1774, foi a de banir dessa igreja o hibridismo entre a música sara e a música profana (no caso teatral ou operística), praticada pelo mestre de capela anterior, Antônio Manso da Mota.
Considerando-se que a Encíclica Annus qui hunc visou uma ação específica para o século XVIII, não faz sentido transferir suas determinações para o ambiente litúrgico-musical da atualidade: sequer o Motu  Proprio Inter pastoralis officii sollicitudines (Tra le sollecitudini) de Pio X (1903) explorou o confronto entre os estilos sacro e teatral do documento de 1749, ao passo que o Decreto Sacrosanctum Concilium sobre música sacra do Concílio Vaticano II (1963) adotou formas distintas de música litúrgica, além das que vinham sendo anteriormente praticadas.